# Strobiderus
Strobiderus is een geslacht van kevers uit de familie bladkevers (Chrysomelidae).
De wetenschappelijke naam van het geslacht werd in 1884 gepubliceerd door Martin Jacoby.

## Soorten
- Strobiderus aequatorialis Allard, 1890
- Strobiderus albescens (Motschulsky, 1866)
- Strobiderus brunneus Allard, 1889
- Strobiderus carayoni Berti, 1986
- Strobiderus excavatus Jacoby, 1884
- Strobiderus guiganus Yang, 1992
- Strobiderus impressus Laboissiere, 1919
- Strobiderus jacobyi Weise, 1902
- Strobiderus javenensis (Jacoby, 1886)
- Strobiderus laevicollis Allard, 1889
- Strobiderus nigripennis (Jacoby, 1900)
- Strobiderus orissaensis Basu & Halder, 1987
- Strobiderus pygidialis (Jacoby, 1896)
- Strobiderus rufus Allard, 1889
- Strobiderus xianganus Yang in Yang, 1992